# Misa dźwiękowa

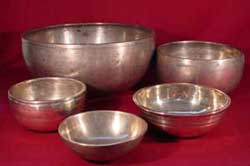
Misy dźwiękowe antyczne produkcji Himalayan Bowls

Misa dźwiękowa – misa, wykonana najczęściej ze stopu metali, wydająca charakterystyczne dźwięki przy uderzaniu i pocieraniu.
Misy dźwiękowe pierwotnie były zarówno narzędziami do rytuałów religijnych, jak i przedmiotami codziennego użytku. Obecnie są znane na całym świecie i stosowane do relaksacji, medytacji, naturoterapii i w muzyce.
Jako instrument muzyczny misę dźwiękową zalicza się do idiofonów. Jest podobna do dzwonu.
Dźwięki wydawane przez misy dźwiękowe odgrywają istotną rolę w kultach religijnych. W buddyzmie i hinduizmie dźwięk (m.in.) mis jest składnikiem praktyki modlitewnej i rytuałów religijnych.
Misy dźwiękowe są znane także pod nazwą misy tybetańskie - jest to nazwa bardzo popularna, ale niezbyt trafna. Inne, rzadziej stosowane określenia to: misy grające, misy śpiewające, misy himalajskie, misy nepalskie.

## Historia i wytwarzanie mis dźwiękowych

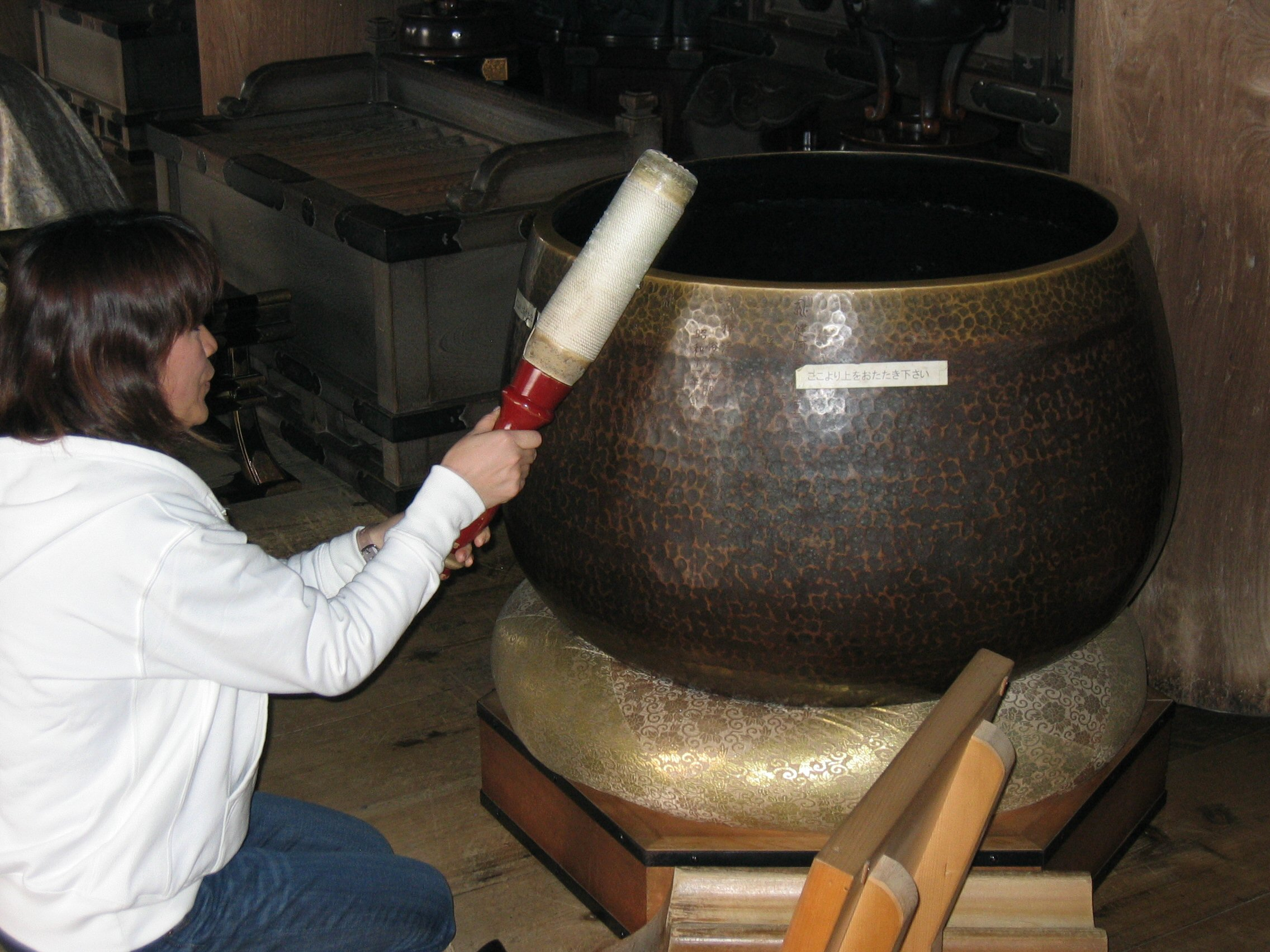
Misa dźwiękowa w Kiyomizu-dera w Kyoto

Misy dźwiękowe wywodzą się z Indii, skąd w VIII w. n.e. przybyły do Tybetu razem z buddyzmem.
Oprócz mis (dźwiękowych) himalajskich spotyka się obecnie misy (dźwiękowe) japońskie, misy (dźwiękowe) nepalskie, misy (dźwiękowe) assam, a także misy (dźwiękowe) wytworzone ze szkła.

## Misy dźwiękowe kryształowe

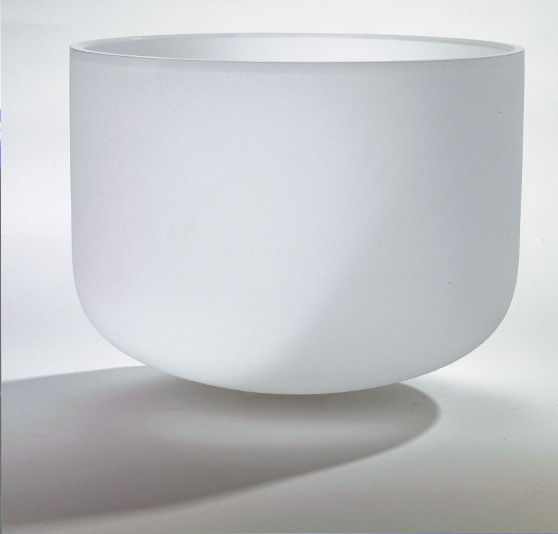
Misa dźwiękowa kryształowa

W odróżnieniu od mis dźwiękowych wykonywanych z metalu, misy dźwiękowe kryształowe (w skrócie: misy kryształowe) są produktem współczesnej technologii. Wytwarzane są z czystego kwarcu. Dźwięk mis kryształowych jest zupełnie inny niż dźwięk mis metalowych. Misy kryształowe dają też inne efekty terapeutyczne niż misy metalowe.
Misy kryształowe są formowane w wirówkach, w wysokiej temperaturze, z kruszonego kwarcu o czystości 99,992%. Uzyskuje się w ten sposób przezroczyste lub matowe misy w różnych rozmiarach (od 15 do 60 cm).

## Sposoby grania na misach dźwiękowych
Na misach dźwiękowych gra się zasadniczo na dwa sposoby:
1. Uderzając w misę pałeczką (zwaną maletem). Uzyskuje się w ten sposób perkusyjny, pulsujący ton.
2. Pocierając brzeg misy drewnianą różdżką. Daje to dźwięk długotrwały.Ten sposób grania jest podobny do przeciągania palca po zwilżonej krawędzi kieliszka.
Im misa jest większa, tym większe powinny być malety i różdżki, stosowane do jej obsługi. Misę można ustawić na dłoni, co pozwala lepiej odczuć jej drgania, niż wtedy, gdy jest położona na podstawce.
Poprzez różne ustawianie palców można regulować wysokość tonu otrzymywanego po uderzeniu maletem.
Podczas pocierania misy różdżką, siła nacisku różdżką na brzeg misy oraz tempo jej przesuwania wpływają na otrzymywany dźwięk.
Niektóre misy pięknie współbrzmią z innymi misami lub innymi instrumentami muzycznymi.

## Zabiegi relaksacyjne i lecznicze przy użyciu mis dźwiękowych
Dźwięk mis może wprowadzać w stan głębokiego relaksu i wyciszenia, uspokajając pobudzone emocje i myśli i rozluźniając napięcia w ciele. Zabieg taki często określa się jako masaż dźwiękiem lub kąpiel w dźwiękach. Większość specjalistów od masażu dźwiękiem nie ogranicza się do samych mis. Podczas zabiegu korzystają także z innych instrumentów, jak piszczałki, dzwonki, flety, a także śpiewają.
Terapeuci stosujący tę metodę twierdzą, że masaż dźwiękiem mis pomaga niemal na wszystkie choroby. Podobnie, jak specjaliści alternatywnej medycyny azjatyckiej, wierzą, że choroby są spowodowane przez zaburzenia przepływu energii w organizmie. Wystarczy więc udrożnić drogi przepływu tej energii, a pacjent powróci do zdrowia i będzie szczęśliwy. A masaż dźwiękiem mis ma właśnie udrożnić ten przepływ energii.